# Entodon obtusatus
Entodon obtusatus är en bladmossart som beskrevs av Brotherus 1923. Entodon obtusatus ingår i släktet Entodon och familjen Entodontaceae. Inga underarter finns listade i Catalogue of Life.